# Peter Schneider (Mathematiker)
Peter Schneider (* 9. Januar 1953) ist ein deutscher Mathematiker, der sich mit Zahlentheorie und arithmetisch-algebraischer Geometrie beschäftigt.

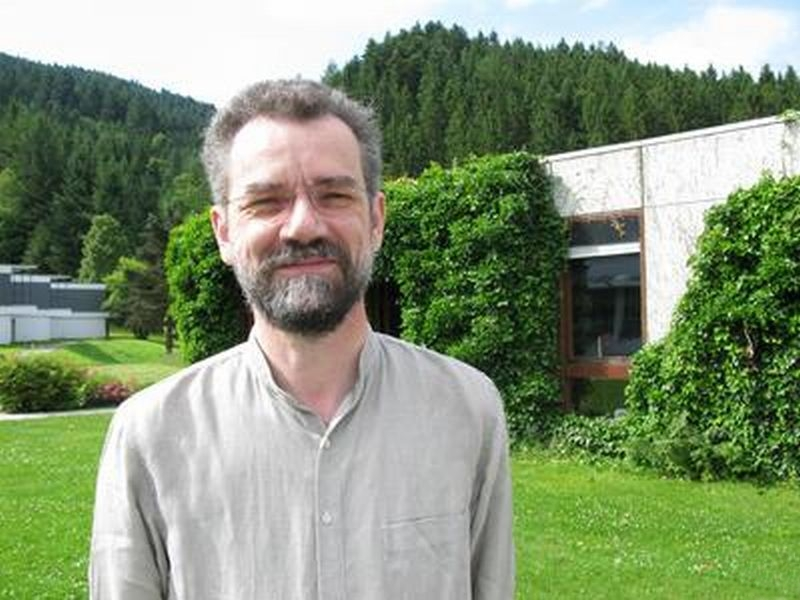
Peter Schneider am Mathematischen Forschungsinstitut Oberwolfach 2009

## Leben
Schneider wurde 1980 an der Universität Regensburg bei Jürgen Neukirch über Die Galoiscohomologie {\displaystyle p}-adischer Darstellungen über Zahlkörpern promoviert. Später war er Professor an der Universität zu Köln; heute lehrt er an der Universität Münster.
Er beschäftigt sich unter anderem mit Iwasawa-Theorie, speziellen Werten von {\displaystyle L}-Funktionen und {\displaystyle p}-adischen Darstellungen (wobei er bei Letzteren insbesondere mit Jeremy Teitelbaum zusammenarbeitete).
1992 wurde Schneider gemeinsam mit Christopher Deninger, Michael Rapoport und Thomas Zink für ihre Arbeiten in der arithmetisch-algebraischen Geometrie zur Lösung diophantischer Gleichungen mit dem Gottfried-Wilhelm-Leibniz-Preis ausgezeichnet. 2006 war er Invited Speaker auf dem Internationalen Mathematikerkongress in Madrid (Continuous representation theory of p-adic Lie groups). 2016 wurde er zum Mitglied der Leopoldina (Matrikel-Nr. 7679) und der Academia Europaea gewählt.

## Schriften
- mit U. Stuhler: The cohomology of {\displaystyle p}-adic symmetric spaces. Invent. Math. 105 (1991), no. 1, 47–122.
- mit U. Stuhler: Representation theory and sheaves on the Bruhat-Tits building. Inst. Hautes Études Sci. Publ. Math. No. 85 (1997), 97–191.
- mit J. Teitelbaum: Algebras of {\displaystyle p}-adic distributions and admissible representations. Invent. Math. 153 (2003), no. 1, 145–196.
- p-adic Lie groups, Grundlehren der mathematischen Wissenschaften, Springer Verlag, 2011